# Gran Premio del Belgio 1984
Il Gran Premio del Belgio 1984 è stata la terza prova della stagione 1984 del Campionato mondiale di Formula 1. Si è corsa domenica 29 aprile 1984 sul Circuito di Zolder. La gara è stata vinta da Michele Alboreto su Ferrari; per il vincitore si trattò del terzo successo nel mondiale. Ha preceduto sul traguardo il britannico Derek Warwick su Renault e il francese René Arnoux su Ferrari.

## Vigilia

### Sviluppi futuri
Il presidente della FISA, Jean-Marie Balestre, annunciò, in una conferenza stampa, al sabato prima della gara, la volontà di limitare ancora, per la stagione 1985, la capacità dei serbatoi, portandola a 195 litri, contro i 220 ammessi nel 1984. Le case costruttrici si dissero subito contrarie; la controproposta della FISA fu di limitare a soli 1.300 cm³ la dimensione ammessa per i propulsori turbo.

### Aspetti tecnici
In vista dell'appuntamento mondiale in terra belga la Ferrari portò, visti i problemi avuti nei precedenti Gran Premi, due esemplari differenti di freni: uno in carbonio e uno in ghisa. Inoltre non vennero adottate le centraline elettriche utilizzate a inizio stagione, ma si passò all'impiego del sistema di iniezione Lucas.

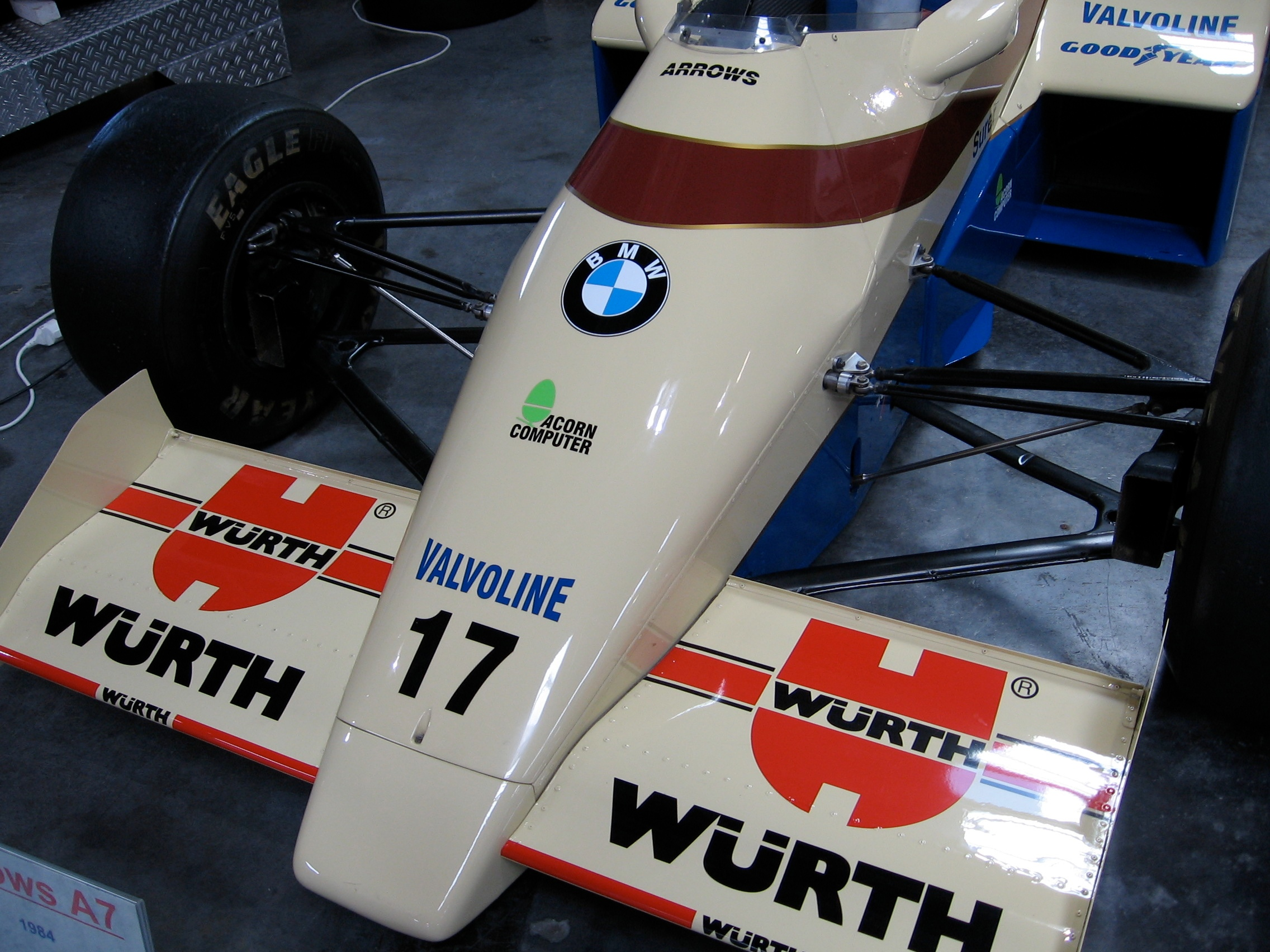
L'Arrows presentò la nuova A7, a motore BMW.

Gordon Murray predispose prese d'aria più grande, al fine di raffreddare meglio i motori BMW della Brabham. Su un'altra vettura motorizzata dal costruttore germanico, la ATS, sempre per consentire un migliore raffreddamento del propulsore, venne tolta la parte di carrozzeria che lo copriva. La Ligier presentò un nuovo muso, più appuntito, e nuove sospensioni. La RAM affidò anche a Palmer un modello 02. La novità più importante fu l'esordio della Arrows A7, a motore turbo BMW, affidata al solo Thierry Boutsen; Surer proseguì con la vecchia A6, spinta dal Ford Cosworth DFV, visto che il costruttore tedesco non era ancora disposto a fornire due motori alla scuderia britannica. Rimandò, invece, l'esordio la nuova Toleman.
La Goodyear approntò dei nuovi pneumatici radiali, che però vennero scartati da Ferrari e Williams, in quanto non considerati come performanti.

### Aspetti sportivi
La gara tornò, dopo un anno di assenza, sul Circuito di Zolder. Il circuito aveva già ospitato per 9 volte un'edizione del Gran Premio del Belgio, valida per il mondiale. Quella del 1984 fu la sua ultima apparizione.
Dopo l'incidente nel warm up del Gran Premio del Sudafrica, Piercarlo Ghinzani tornò al volante dell'Osella, pur se ancora con le mani fasciate per consentire la guarigione dalla bruciature.
Mauro Baldi venne confermato alla Spirit, anche grazie a un prolungamento dell'impegno dello sponsor. La livrea della vettura passò dal rosso, delle prime gare, al bianco, colore che era previsto all'origine, ma che era stato sostituito sulla base dell'accordo con Fulvio Ballabio, pilota poi non schierato in stagione. La Tyrrell di Stefan Bellof venne dipinta in nero, grazie all'apporto dello sponsor personale Maredo.

## Qualifiche

### Resoconto

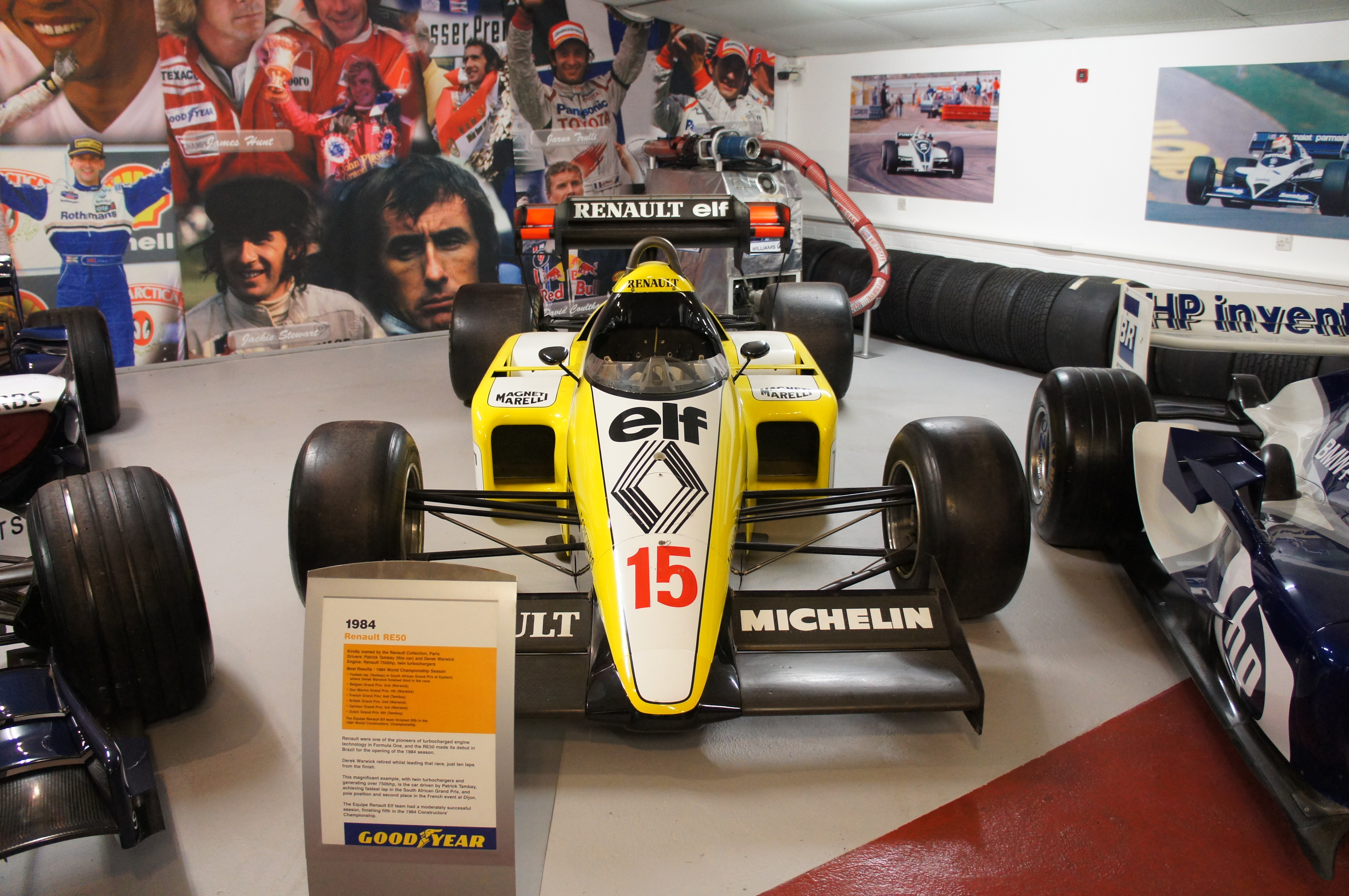
La Renault RE50 con cui il team francese disputò la stagione 1984, e che in Belgio ottenne il suo miglior risultato stagionale, col secondo posto per Warwick.

Durante le qualifiche del venerdì Derek Warwick, su Renault ottenne a pochi secondi dal termine, il miglior tempo, precedendo, di due decimi, il pilota della McLaren Alain Prost, poi Nelson Piquet e le due Lotus di Nigel Mansell e Elio De Angelis. Le prime tre posizioni erano attribuite a piloti che montavano gomme Michelin; la pista era resa scivolosa dall'olio lasciato in pista dai molti motori esplosi.
Solo quattordicesimo il compagno di squadra di Prost, Niki Lauda (staccato di due secondi e mezzo dalla pole position provvisoria), fiducioso, però, di rimontare diverse posizioni il giorno seguente. Deludente anche la prestazione delle Ferrari, penalizzata dalle prestazioni delle gomme Goodyear e da alcuni problemi della vettura, con René Arnoux sesto e Michele Alboreto decimo. Vi era la difficoltà, per la casa di Maranello, di portare a una stessa temperatura le gomme anteriori e quelle posteriori. In difficoltà pure le Williams con Keke Rosberg dodicesimo e Jacques Laffite diciassettesimo. Molti piloti testimoniarono un certo timore, nell'affrontare la pista, nel ricordo dell'incidente mortale, occorso a Gilles Villeneuve, nell'edizione corsa nel 1982.
La situazione mutò radicalmente durante le qualifiche del sabato, in cui le due Ferrari fecero registrare i migliori parziali, con Michele Alboreto che riuscì a conquistare la sua prima pole position nel mondiale e René Arnoux in grado di partire al suo fianco in prima fila, con entrambi i piloti che si migliorarono di circa quattro secondi. Per la Ferrari si trattò della trentanovesima doppietta in qualifica, nella storia del mondiale. Alboreto fece segnare 1'14"846, contro il 1'16"311 ottenuto da Warwick, al venerdì; il tempo del pilota italiano abbassava decisamente il limite ottenuto da Prost nel 1982 (1'15"701). Il pilota della Williams, Keke Rosberg, riuscì a portarsi al terzo posto, precedendo lo stesso Warwick, mentre Prost e Piquet, che si erano messi in evidenza il giorno precedente, non poterono migliorarsi a causa della rottura dei rispettivi propulsori. La Brabham, con due suoi piloti, ruppe 7 motori nei due giorni delle qualifiche. Alboreto fu il primo italiano a ottenere una pole position con la Ferrari, dal Gran Premio di Francia 1966, quando era toccato a Lorenzo Bandini.
Al termine delle prove, poi, Forghieri, progettista della Ferrari, diede poche spiegazioni riguardo al miglioramento della vettura, sostenendo, come anche Alboreto, che le modifiche fatte rispetto alla giornata precedente erano minime. Arnoux affermò che il lavoro si era concentrato soprattutto sull'aerodinamica, mentre Lauda attribuì il miglioramento alle gomme, ma il team di Maranello non appoggiò la sua tesi. La McLaren inviò un aereo privato in Francia, al fine di ottenere nuovi pneumatici speciali per la gara dalla Michelin, mentre la Brabham fece giungere del carburante di tipo nuovo.

### Risultati
I risultati delle qualifiche furono i seguenti:
| Pos                     | Nº | Pilota             | Costruttore           | Tempo    | Griglia |
| ----------------------- | -- | ------------------ | --------------------- | -------- | ------- |
| 1                       | 27 | Michele Alboreto   | Ferrari               | 1'14"846 | 1       |
| 2                       | 28 | René Arnoux        | Ferrari               | 1'15"398 | 2       |
| 3                       | 6  | Keke Rosberg       | Williams-Honda        | 1'15"414 | 3       |
| 4                       | 16 | Derek Warwick      | Renault               | 1'15"611 | 4       |
| 5                       | 11 | Elio de Angelis    | Lotus-Renault         | 1'15"979 | 5       |
| 6                       | 14 | Manfred Winkelhock | ATS-BMW               | 1'16"130 | 6       |
| 7                       | 22 | Riccardo Patrese   | Alfa Romeo            | 1'16"431 | 7       |
| 8                       | 7  | Alain Prost        | McLaren-TAG Porsche   | 1'16"587 | 8       |
| 9                       | 1  | Nelson Piquet      | Brabham-BMW           | 1'16"604 | 9       |
| 10                      | 12 | Nigel Mansell      | Lotus-Renault         | 1'16"720 | 10      |
| 11                      | 23 | Eddie Cheever      | Alfa Romeo            | 1'16"746 | 11      |
| 12                      | 15 | Patrick Tambay     | Renault               | 1'17"171 | 12      |
| 13                      | 26 | Andrea De Cesaris  | Ligier-Renault        | 1'17"471 | 13      |
| 14                      | 8  | Niki Lauda         | McLaren-TAG Porsche   | 1'18"071 | 14      |
| 15                      | 5  | Jacques Laffite    | Williams-Honda        | 1'18"125 | 15      |
| 16                      | 20 | Johnny Cecotto     | Toleman-Hart          | 1'18"321 | 16      |
| 17                      | 18 | Thierry Boutsen    | Arrows-BMW            | 1'18"351 | 17      |
| 18                      | 2  | Teo Fabi           | Brabham-BMW           | 1'18"848 | 18      |
| 19                      | 19 | Ayrton Senna       | Toleman-Hart          | 1'18"876 | 19      |
| 20                      | 24 | Piercarlo Ghinzani | Osella-Alfa Romeo     | 1'19"734 | 20      |
| 21                      | 4  | Stefan Bellof      | Tyrrell-Ford Cosworth | 1'19"811 | 21      |
| 22                      | 3  | Martin Brundle     | Tyrrell-Ford Cosworth | 1'20"123 | 22      |
| 23                      | 25 | François Hesnault  | Ligier-Renault        | 1'20"439 | 23      |
| 24                      | 17 | Marc Surer         | Arrows-Ford Cosworth  | 1'20"615 | 24      |
| 25                      | 21 | Mauro Baldi        | Spirit-Hart           | 1'20"644 | 25      |
| 26                      | 10 | Jonathan Palmer    | RAM-Hart              | 1'20"793 | 26      |
| Vetture non qualificate |    |                    |                       |          |         |
| NQ                      | 9  | Philippe Alliot    | RAM-Hart              | 1'21"253 | NQ      |

## Gara

### Resoconto

René Arnoux, uno dei protagonisti della gara, fu autore del giro più veloce.

Al via Michele Alboreto mantenne la testa della corsa, mentre Derek Warwick superò René Arnoux, autore di una brutta partenza, e Keke Rosberg, rimasto praticamente fermo sulla griglia, portandosi così in seconda posizione. Manfred Winkelhock si pose quarto, mentre Nelson Piquet, per evitare il contatto con Rosberg, mise due ruote oltre la pista. Al quinto e sesto posto si posero Elio De Angelis e Riccardo Patrese. Il pilota padovano abbandonò al terzo giro, per un problema all'accensione.
Alboreto cominciò ad imporre un elevato ritmo alla gara, al fine di distanziare gli avversari, con il solo Warwick in grado di seguirlo per alcuni passaggi. Winkelhock, quarto, fungeva un po' da tappo rispetto al resto del gruppo. Al sesto giro uscì di scena anche il leader del mondiale, Alain Prost, che era quinto, costretto al ritiro da un problema allo spinterogeno.
All'ottavo giro Piquet prese la quinta posizione a De Angelis. Nelle retrovie si fece largo Keke Rosberg, che, già al giro 15 era ottavo, dopo aver passato sia Niki Lauda che Patrick Tambay. Il finlandese, al giro 22, passò anche Eddie Cheever. Ancora un giro, e Piquet strappò la quarta piazza a Winkelhock, avvicinandosi poi ad Arnoux. Al giro 24 De Angelis cedette prima a Rosberg, che entrò così in zona punti, poi a Cheever.
Al venticinquesimo passaggio René Arnoux, ormai con le gomme consumate, si fece passare da Piquet, prima di raggiungere i box, per il cambio degli pneumatici. I meccanici ebbero però delle lentezze nel completare l'operazione, che durò diciannove secondi, col francese che rientrò in gara solo tredicesimo. Tra il ventiseiesimo e ventisettesimo giro Winkelhock venne passato sia da Rosberg che da Cheever. L'italoamericano dell'Alfa Romeo fu però subito costretto al ritiro.
Michele Alboreto controllava la gara sempre al comando, davanti a Derek Warwick, Nelson Piquet, Keke Rosberg, Manfred Winkelhock, Elio De Angelis, Andrea De Cesaris e Stefan Bellof. Piquet, autore al giro 32 di un errore di guida alla Bolderbergbocht, subì il sorpasso da parte di Rosberg.
Warwick effettuò la sua sosta, per il cambio gomme, al trentaquattresimo giro; rientrò in gara terzo, alle spalle di Rosberg. Nello stesso giro si fermò anche Winkelhock. La sosta del tedesco fu più lunga, tanto che tornò in gara solo al dodicesimo posto. Il leader della gara, Alboreto, si fermò al giro 39, ripartendo sempre in testa. Al giro 37, intanto, si era ritirato Lauda, a causa di un problema con la pompa dell'acqua; al giro 41, Manfred Winkelhock, autore fino a quel punto di un'ottima prova, abbandonò il gran premio per un guasto elettrico.
Al quarantaquattresimo giro Keke Rosberg andò al pit stop, rientrando in gara sesto, mentre si ritirò De Cesaris, per un'uscita di pista, senza conseguenze per il pilota. Alboreto comandava davanti a Warwick, Piquet, De Angelis (in crisi con gli pneumatici), Bellof, Rosberg e Arnoux. Il francese della Ferrari, al giro 55, riuscì a passare prima Rosberg, poi Bellof e infine De Angelis, portandosi al quarto posto. Il giro dopo anche Rosberg fu capace di un doppio sorpasso, su Bellof e su De Angelis.
Arnoux entrò sul podio virtuale, passando Piquet, al giro 60, alla Bolderberg. Stefan Bellof si fermò ai box, per il cambio gomme, al giro 61, rientrando in gara settimo. Piquet cedette la sua quarta posizione a Rosberg, al giro 64. Un giro dopo Arnoux fu autore di un testacoda alla Kanaal Bocht: fu capace di ripartire, ma dopo essere stato passato sia da Rosberg che da Piquet. Il francese recuperò però la terza posizione: al giro 67 esplose il motore sulla Brabham di Nelson Piquet, mentre, nell'ultimo giro, Keke Rosberg si fermò, per la mancanza di benzina.
Michele Alboreto vinse la sua prima gara in Ferrari, nonché la prima per un pilota italiano al volante di una Rossa dal Gran Premio d'Italia 1966 vinto da Ludovico Scarfiotti. Assieme a lui salirono sul podio Derek Warwick e René Arnoux, mentre Keke Rosberg (comunque classificato), Elio De Angelis e Stefan Bellof completarono la zona dei punti. Il tedesco sarà poi squalificato per i fatti che coinvolsero la Tyrrell. Questa fu ultima volta che la Formula 1 corse sul circuito di Zolder, che a partire dalla stagione successiva venne sostituito da Spa-Francorchamps.

### Risultati
I risultati del gran premio furono i seguenti:
| Pos | Nº | Pilota             | Costruttore           | Giri | Tempo/Ritiro        | Griglia | Punti |
| --- | -- | ------------------ | --------------------- | ---- | ------------------- | ------- | ----- |
| 1   | 27 | Michele Alboreto   | Ferrari               | 70   | 1h36'32"048         | 1       | 9     |
| 2   | 16 | Derek Warwick      | Renault               | 70   | + 42"386            | 4       | 6     |
| 3   | 28 | René Arnoux        | Ferrari               | 70   | + 1'09"803          | 2       | 4     |
| 4   | 6  | Keke Rosberg       | Williams-Honda        | 69   | Mancanza di benzina | 3       | 3     |
| 5   | 11 | Elio De Angelis    | Lotus-Renault         | 69   | + 1 giro            | 5       | 2     |
| SQ  | 4  | Stefan Bellof      | Tyrrell-Ford Cosworth | 69   | Squalificato        | 21      |       |
| 6   | 19 | Ayrton Senna       | Toleman-Hart          | 68   | + 2 giri            | 19      | 1     |
| 7   | 15 | Patrick Tambay     | Renault               | 68   | + 2 giri            | 12      |       |
| 8   | 17 | Marc Surer         | Arrows-Ford Cosworth  | 68   | + 2 giri            | 24      |       |
| 9   | 1  | Nelson Piquet      | Brabham-BMW           | 66   | Motore              | 9       |       |
| 10  | 10 | Jonathan Palmer    | RAM-Hart              | 64   | + 6 giri            | 26      |       |
| Rit | 21 | Mauro Baldi        | Spirit-Hart           | 53   | Sospensione         | 25      |       |
| SQ  | 3  | Martin Brundle     | Tyrrell-Ford Cosworth | 51   | Squalificato        | 22      |       |
| Rit | 26 | Andrea De Cesaris  | Ligier-Renault        | 42   | Incidente           | 13      |       |
| Rit | 2  | Teo Fabi           | Brabham-BMW           | 42   | Testacoda           | 18      |       |
| Rit | 14 | Manfred Winkelhock | ATS-BMW               | 39   | Scarico             | 6       |       |
| Rit | 8  | Niki Lauda         | McLaren-TAG Porsche   | 35   | Pompa dell'acqua    | 14      |       |
| Rit | 23 | Eddie Cheever      | Alfa Romeo            | 28   | Motore              | 11      |       |
| Rit | 5  | Jacques Laffite    | Williams-Honda        | 15   | Problemi elettrici  | 15      |       |
| Rit | 25 | François Hesnault  | Ligier-Renault        | 15   | Radiatore           | 23      |       |
| Rit | 18 | Thierry Boutsen    | Arrows-BMW            | 15   | Motore              | 17      |       |
| Rit | 24 | Piercarlo Ghinzani | Osella-Alfa Romeo     | 14   | Trasmissione        | 20      |       |
| Rit | 12 | Nigel Mansell      | Lotus-Renault         | 14   | Frizione            | 10      |       |
| Rit | 7  | Alain Prost        | McLaren-TAG Porsche   | 5    | Spinterogeno        | 8       |       |
| Rit | 22 | Riccardo Patrese   | Alfa Romeo            | 2    | Accensione          | 7       |       |
| Rit | 20 | Johnny Cecotto     | Toleman-Hart          | 1    | Frizione            | 16      |       |
| NQ  | 9  | Philippe Alliot    | RAM-Hart              |      |                     |         |       |

## Classifiche

### Piloti
| Pos. | Pilota            | Punti |
| ---- | ----------------- | ----- |
| 1    | Alain Prost       | 15    |
| 2    | Derek Warwick     | 10    |
| 3    | Niki Lauda        | 9     |
| 4    | Michele Alboreto  | 9     |
| 5    | Keke Rosberg      | 9     |
| 6    | Elio De Angelis   | 6     |
| 7    | René Arnoux       | 4     |
| 8    | Eddie Cheever     | 3     |
| 9    | Riccardo Patrese  | 3     |
| 10   | Patrick Tambay    | 2     |
| 11   | Andrea De Cesaris | 2     |
| 12   | Ayrton Senna      | 2     |
| 13   | Thierry Boutsen   | 1     |

### Costruttori
| Pos. | Team                 | Punti |
| ---- | -------------------- | ----- |
| 1    | McLaren-TAG Porsche  | 24    |
| 2    | Ferrari              | 13    |
| 3    | Renault              | 12    |
| 4    | Williams-Honda       | 9     |
| 5    | Alfa Romeo           | 6     |
| 6    | Lotus-Renault        | 6     |
| 7    | Ligier-Renault       | 2     |
| 8    | Toleman-Hart         | 2     |
| 9    | Arrows-Ford Cosworth | 1     |

## Decisioni della FISA
A seguito delle indagini compiute sulle monoposto della Tyrrell, al termine del Gran Premio di Detroit, la Federazione scoprì che sulle vetture inglesi, durante la gara, veniva effettuato un rabbocco di un liquido contenente pallini di piombo, che serviva per arricchire l'aria immessa sui tromboncini di aspirazione, al fine di ritardare la detonazione del motore, rendendo così possibile l'utilizzo di un maggior rapporto di compressione, ottenendo una maggiore potenza. In una riunione del 18 luglio 1984, la FISA decise di escludere la Tyrrell dalle rimanenti gare del campionato del mondo, e cancellò tutti i punti ottenuti fino al momento della squalifica. Venne deciso che i punti attribuiti ai piloti della scuderia britannica non sarebbero stati assegnati. Le vetture proseguirono a partecipare al campionato, fino al Gran Premio d'Olanda, ma la loro partecipazione fu sub judice. La squalifica della Tyrrell venne confermata dal Tribunale d'Appello della FISA, dopo una riunione del 29 agosto. La scuderia venne esclusa dai successivi gran premi.
Il 9 ottobre la FISA decise di rideterminare le classifiche di tutte le gare, fino a quel momento disputate, facendo scalare in graduatoria tutti i piloti classificatisi alle spalle dei piloti della Tyrrell. Ciò porto a una redistribuzione dei punti, in quanto  Stefan Bellof si era classificato sesto: il punto per il sesto posto venne così assegnato ad Ayrton Senna, giunto subito dopo il tedesco; l'altro pilota della Tyrrell, Martin Brundle, si ritirò, invece, durante la gara.